# فرودگاه واشینگتن آیسلند

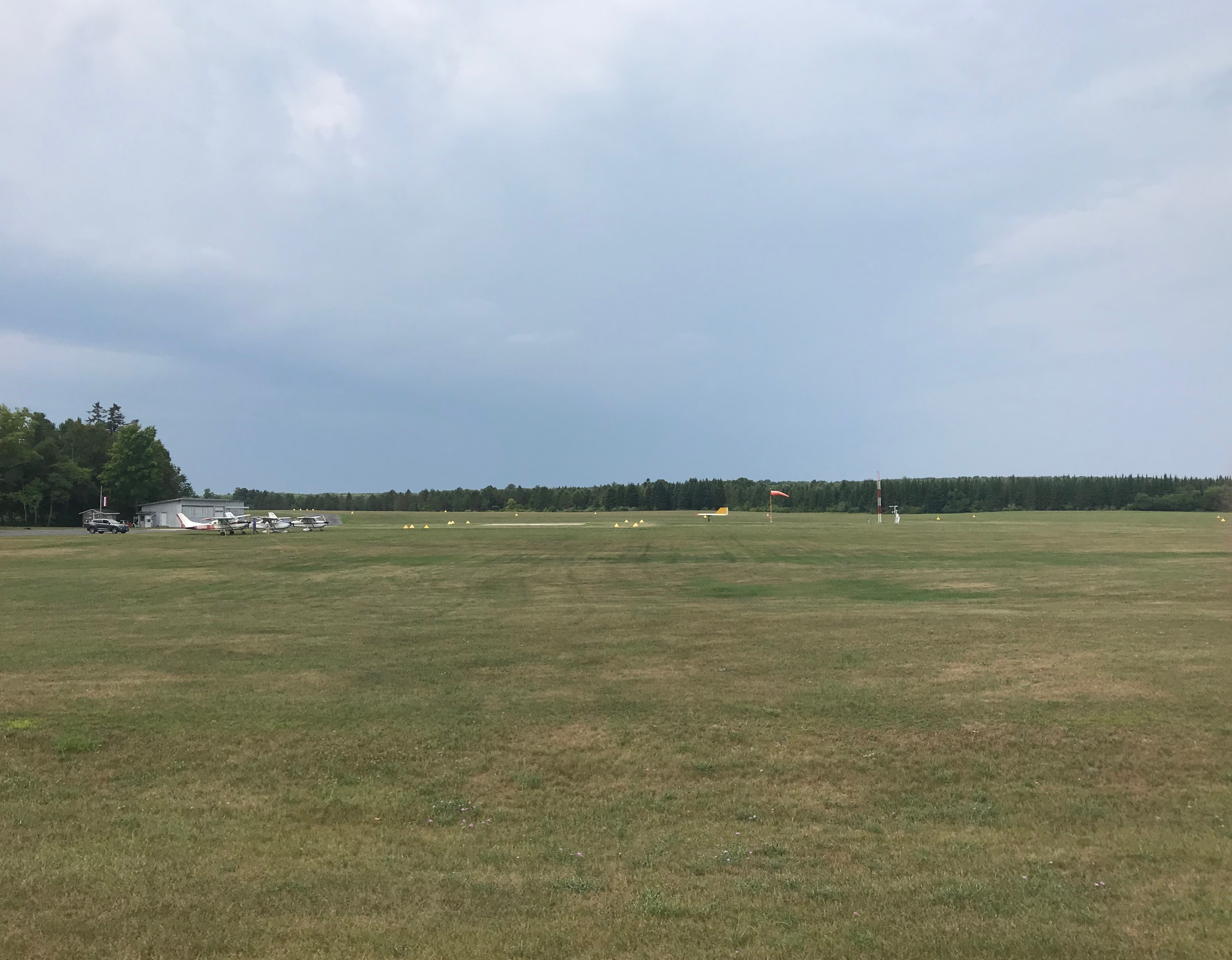
فرودگاه واشینگتن آیسلند

فرودگاه واشینگتن آیسلند (به انگلیسی: Washington Island Airport) (به زبان بومی: Washington Island Landing Field) یک فرودگاه همگانی است که یک باند فرود چمن دارد و طول باند آن ۶۸۰ متر است. این فرودگاه در کشور ایالات متحده آمریکا قرار دارد و در ارتفاع ۱۹۹ متری از سطح دریا واقع شده است.